# Anne-Adrien-Pierre de Montmorency-Laval
Pour les autres membres de la famille, voir Maison de Montmorency.
Anne Adrien Pierre de Montmorency-Laval, 1er Duc de San Fernando Luis et 3e Duc de Laval (Paris, 29 octobre 1768 - Paris, 6 juin 1837) est un homme politique et diplomate français.

## Biographie

### Vie privée

Armes de la Maison de Montmorency-Laval et Candé-Châteaubriant

Il est le fils d'Alexandre de Montmorency-Laval, 3e duc de Lacal (1747-1817) et de sa femme, Marie-Louise de Montmorency-Luxembourg (1750-1829).

### Vie publique

#### Formation
Adrien de Laval fut d'abord destiné à l'état ecclésiastique. C'était le marquis de Laval, son frère aîné, qui devait succéder au titre de duc. Aussi la famille désira qu'Adrien fût élevé à Metz, par les soins de son oncle Louis-Joseph, prince-évêque de cette ville, Grand Aumônier de France, depuis cardinal, et qui voulait le nommer son coadjuteur, avec future succession.
Plus tard, Adrien fut envoyé au séminaire de Saint-Sulpice à Paris ; mais, ne pouvant se résoudre à suivre cette carrière, il sortit du séminaire après la mort de son frère aîné, pour entrer dans les chasseurs du vicomte de Noailles (les chasseurs d'Alsace), régiment où se trouvaient Charles de Noailles, depuis duc de Mouchy, et Voyer d'Argenson, beau-frère du marquis de Laval.

#### Carrière diplomatique et politique
La Révolution française ayant éclaté, Adrien émigra et passa en Angleterre. Là il se lia avec le prince de Galles, qui lui témoigna toujours une singulière bienveillance. Revenu à Paris pour voir sa famille, Adrien ne tarda pas à retourner en Angleterre, et il y passa une partie de l'émigration. Ensuite capitaine dans le régiment de Montmorency, il eut ordre de partir pour l'Italie et visita Rome. Dès que les lois devinrent plus douces, il rentra en France. En 1814, Adrien de Laval fut un des premiers qui allèrent complimenter Louis XVIII à Calais. Le souverain lui accorda le titre de prince, et jusqu'à la mort de son père il fut appelé le « prince de Montmorency-Laval ».
Le 15 août 1814, il fut nommé ambassadeur de France en Espagne. Là il eut des démêlés avec Cevallos, dont le caractère avait quelque chose de sévère et d'inflexible. Mais sur la nouvelle du retour de Napoléon Ier de l'île d'Elbe, une réconciliation s'opéra et le prince de Laval consentît à ne pas quitter Madrid, malgré les ordres positifs de son gouvernement.
II continua de gérer les affaires de la France avec le même zèle, et il finit par exciter une satisfaction réciproque, tellement qu'après en avoir obtenu la permission du roi de France, il reçut de Sa Majesté Catholique l'ordre de la Toison d'or et le titre de duc de San Fernando Luis. Appelé, lors des difficultés qui s'élevèrent entre la France et l'Espagne, à l'ambassade de Rome, le duc y arriva avant la fin du règne de Pie VII (1823). Lorsqu'après une chute assez grave que Pie VII fit dans son appartement, il fut aisé de reconnaître que le pontife accablé de tant d'années, n'avait plus que peu de semaines à vivre, toutes les affaires du conclave où l'on devait choisir le successeur du souverain pontife furent confiées sans réserve au duc de Laval ; il reçut le secret de la cour, et il porta, de concert avec l'Autriche, le cardinal Castiglioni, auquel un parti plus fort refusait ses suffrages. L'Autriche, pour se montrer fidèle à son accord avec la France, donna l'exclusion au cardinal Severoli, que soutenait un parti nombreux. Alors les voix des amis de Severoli se portèrent sur le cardinal Annibale Della Genga ; l'Autriche et la France persistaient à demander le cardinal Castiglioni, mais le parti qui préférait le cardinal Della Genga fut vainqueur.
M. de Laval, à peine l'élection finie, se présenta un des premiers devant le nouveau pontife qui avait pris le nom de Léon XII. Celui-ci, tout en n'ignorant point que le duc ne lui avait pas pu être favorable à cause des ordres de sa cour, le consulta sur le choix d'un secrétaire d'État, et reçut de l'ambassadeur le conseil de nommer le cardinal della Somaglia, doyen du Sacré collège, choix qui avait été déjà à peu près résolu, et qui obtint d'abord un assentiment assez prouvé.

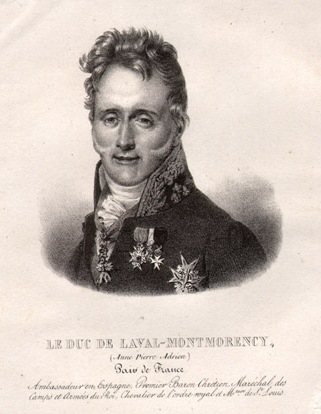
Anne-Adrien-Pierre de Montmorency-Laval.

Le 20 mars 1828, le duc de Laval fut nommé ambassadeur à Vienne. Il y suivit, entre autres, les affaires relatives à la Grèce. Quant, à la représentation dans cette cour, les empressements et les soins d'un Montmorency-Laval pour la pompe et la variété des fêtes ne laissèrent rien à désirer, et la haute société aristocratique de Vienne, si accoutumée aux somptuosités, se montra satisfaite. Quelques infirmités, aggravées par l'âge de soixante ans, avaient affaibli les forces du duc. Dans une lettre, officielle, où la dignité et la modestie marchaient du même pas, le duc de Laval refusa le poste où il ne croyait pouvoir faire aucun bien.
II refusa deux fois un portefeuille que le roi Charles X lui proposait. Appelé à l'ambassade de Londres, il y défendit avec fermeté les droits et les intérêts de la France, et au moment des ordonnances de Juillet, il rentrait en France en congé. Ne sachant rien des événements, il arriva à Paris au moment où Charles X quittait Saint-Cloud pour aller à Rambouillet. Apprenant tant de défaites, et pouvant donner des informations irrécusables sur les dispositions du cabinet britannique, le duc voulut absolument voir son maître, et il prit un déguisement sous lequel on ne pût pas le reconnaître.
Quoique âgé de soixante-deux ans, ayant la vue affaiblie et l'ouïe altérée, il s'arma d'un bâton, comme les hommes de la campagne, et il osa se risquer seul, à pied, sur la route de Rambouillet, au milieu de cette multitude de tout âgé, qui allait forcer Charles X de quitter la France. Le pénible voyage fut accompli heureusement à travers mille dangers. À Rambouillet, il se fit reconnaître par un garde du corps, et parvint sur-le-champ jusqu'à Charles X. L'entrevue du maître malheureux et du sujet fidèle fut déchirante : l'ambassadeur rendit un compte détaillé de l'état des affaires en Angleterre. On a dit que le duc de Laval proposa à Charles X d'envoyer le duc de Bordeaux à Paris. Le duc put répéter le bruit d'un projet d'appeler aux Tuileries le duc de Bordeaux seulement, mais il ne donna aucun conseil contraire aux intérêts du roi. Les événements se pressaient : le duc de Laval était plongé dans une vive affliction, privé de relations avec l'Angleterre, où il avait laissé sa maison, il passa quelque temps hors de France, puis il se hasarda à se présenter en Angleterre, où le même accueil lui fut accordé par ses anciens amis.
Il partit ensuite pour le Palais de Holyrood, où le roi lui prodigua les démonstrations les moins équivoques de la complète satisfaction qu'on avait eue de tous ses services. Rentré ensuite en France, il rendit le dernier soupir le 16 juin 1837, dans les bras de son épouse, bénissant ses filles et ses gendres et laissant à son aînée Charlotte son titre ducal espagnol et sa grandesse d'Espagne de première classe. Le marquis Eugène-Alexandre de Montmorency-Laval, frère puîné du duc de Laval, connu par sa piété et par les dangers qu'il courut pour rendre courageusement des services au pape Pie VII et aux cardinaux détenus à Fontainebleau (il était Chevalier de la Foi), a hérité du titre de duc de Laval.

## Famille
Il épouse, le 30 décembre 1764, Bonne Charlotte Renée Adélaïde de Montmorency-Luxembourg (1773-1840), fille de Charles III de Montmorency-Luxembourg, 9e duc de Luxembourg et de Madeleine Suzanne Adélaïde Geneviève de Voyer de Paulmy d'Argenson. Ils ont trois enfants.
- Guy Anne Marie Louis Henri Adalric de Montmorency-Laval, marquis de Laval (15 janvier 1796 - 7 août 1819), célibataire, sans enfants.
- Charlotte Adélaïde de Montmorency-Laval (15 février 1798 - 23 juin 1872) épouse Gustave de Lévis-Mirepoix, 1er baron de Mirepoix (27 mars 1792 - 7 juin 1851), dont descendance ;
- Marguerite Pauline Emmanuelle de Montmorency-Laval (19 décembre 1811 - 17 décembre 1861) épouse Aimé Charles Raoul de Couronnel, 3e marquis de Couronnel (5 février 1799 - 22 février 1843), dont descendance.

## Distinctions

### Décorations françaises
- Chevalier de l'Ordre du Saint-Esprit (30 septembre 1820)
- Chevalier de l'Ordre de Saint-Michel (30 septembre 1820)
- Grand officier de la Légion d'honneur (décret du 28 avril 1843)[2].
  -  Commandeur de la Légion d'honneur (décret du 30 avril 1836)
  -  Officier de la Légion d'honneur (décret du 19 aout 1823)
  -  Chevalier de la Légion d'honneur (décret du 7 décembre 1814)

### Décorations étrangères

#### Espagne
- Grand d'Espagne (première classe)
- Ordre de la Toison d'or (1821)

### Bibliothèque
- « Anne-Adrien-Pierre de Montmorency-Laval », dans Louis-Gabriel Michaud, Biographie universelle ancienne et moderne : histoire par ordre alphabétique de la vie publique et privée de tous les hommes avec la collaboration de plus de 300 savants et littérateurs français ou étrangers, 2e édition, 1843-1865 [détail de l’édition]
- « Anne-Adrien-Pierre de Montmorency-Laval », dans Adolphe Robert et Gaston Cougny, Dictionnaire des parlementaires français, Edgar Bourloton, 1889-1891 [détail de l’édition]
- « Montmorency (Anne-Adrien-Pierre de) », dans Pierre Larousse, Grand dictionnaire universel du XIXe siècle